# Ryan Gunderson
Ryan Gunderson (ur. 16 sierpnia 1985 w Bensalem, Pensylwania) – amerykański hokeista, reprezentant Stanów Zjednoczonych, olimpijczyk.

## Kariera
- Holy Ghost Prep (2001-2003)
- University of Vermont (2003–2006)
- Columbia Inferno (2007)
- Lowell Devils (2007)
- Trenton Devils (2007-2009)
- Houston Aeros (2009-2010)
- Örebro HK (2010-2011)
- Brynäs IF (2011-2014)
- Jokerit (2014-2015)
- Dynama Mińsk (2015-2016)
- Brynäs IF (2016-)

Grał przez cztery sezony w akademickiej lidze NCAA w barwach zespołu uczelni University of Vermont. Następnie od 2007 do 2010 grał w amerykańskich rozgrywkach ECHL i AHL. W 2010 wyjechał do Europy i przez cztery lata grał w Szwecji, najpierw jeden sezon w drugiej lidze Allsvenskan (Örebro HK), a następnie przez trzy sezony w najwyższej klasie Elitserien, później Svenska hockeyligan (Brynäs IF). Od kwietnia 2014 zawodnik fińskiego klubu Jokerit w rosyjskiej lidze KHL. Od maja 2015 zawodnik białoruskiego klubu Dynama Mińsk. Od maja 2016 ponownie w Brynäs IF.
Uczestniczył w turnieju zimowych igrzysk olimpijskich 2018.

## Sukcesy
Klubowe
- Złoty medal mistrzostw Szwecji: 2012, 2017 z Brynäs IF

Indywidualne
- Sezon ECHL 2007/2008:
  - Skład gwiazd pierwszoroczniaków
- Sezon ECHL 2008/2009:
  - Pierwszy skład gwiazd
- Sezon Allsvenskan 2010/2011:
  - Pierwsze miejsce w klasyfikacji asystentów wśród obrońców w sezonie zasadniczym: 28 asyst
  - Pierwsze miejsce w klasyfikacji kanadyjskiej wśród obrońców w sezonie zasadniczym: 39 punktów
- Sezon Elitserien (2011/2012):
  - Pierwsze miejsce w klasyfikacji asystentów wśród obrońców w sezonie zasadniczym: 25 asyst
  - Pierwsze miejsce w klasyfikacji kanadyjskiej wśród obrońców w sezonie zasadniczym: 34 punkty
- Sezon Svenska hockeyligan (2013/2014):
  - Pierwsze miejsce w klasyfikacji asystentów wśród obrońców w sezonie zasadniczym: 33 asysty
  - Pierwsze miejsce w klasyfikacji kanadyjskiej wśród obrońców w sezonie zasadniczym: 41 punkty
- Sezon KHL (2014/2015):
  - Czwarte miejsce w klasyfikacji asystentów wśród obrońców w sezonie zasadniczym: 29 asyst
  - Piąte miejsce w klasyfikacji kanadyjskiej wśród obrońców w sezonie zasadniczym: 36 punktów
  - Najlepszy obrońca - ćwierćfinały konferencji 2015[9]
  - Trzecie miejsce w klasyfikacji asystentów wśród obrońców w fazie play-off: 6 asyst